# بوليس (مدينة يونانية)

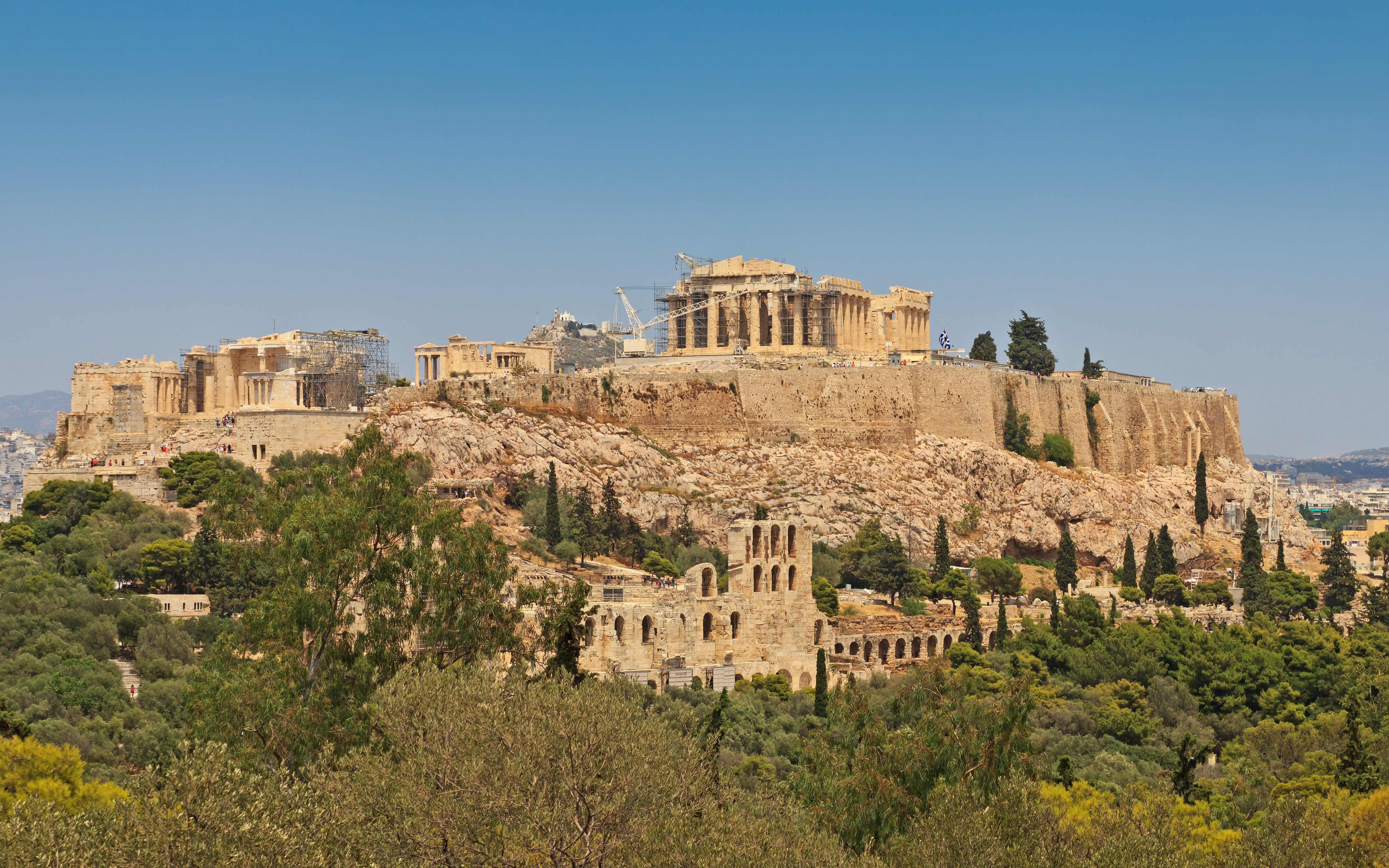
أكروبوليس أثينا، مدينة يونانية ملحوظة في العصر الكلاسيكي اليوناني.

الإسكندرية القديمة في الفترة 30 ق.م، مدينة يونانية في المملكة البطلمية لمصر.

 مدينة يونانية أو بوليس والتي تعني حرفياً مدينة في اليونان. يمكنها أيضاً أن تعني جسد المواطن. في علم التأريخ الحديث، مصطلح «بوليس» يستخدم عادة في تحديد مناطق اليونان القديمة (List of ancient Greek cities)، مثل أثينا الكلاسيكية ومعاصريها، وتتُرجم عادة «دولة مدينة». هذه المُدن تتكون من مركز مدينة محصن مبني على أكروبوليس أو هضبة أو مرفأ وتتحكم بالمناطق المحيطة بها خورا—Khôra.πόλεις